# Мілан Кербр
Мілан Кербр (чеськ. Milan Kerbr, нар. 6 вересня 1967, Угерске Градіште) — чеський футболіст, що грав на позиції нападника.

## Клубна кар'єра
Народився 6 вересня 1967 року в місті Угерске Градіште.
У дорослому футболі дебютував 1987 року виступами за команду «ВТЙ Тахов», у якій провів два сезони. 
Згодом з 1989 по 1991 рік грав у складі команд «Фастав» (Злін) та «Світ» (Злін).
Своєю грою за останню команду привернув увагу представників тренерського штабу клубу «Сігма» (Оломоуць), до складу якого приєднався 1991 року. Відіграв за команду з Оломоуця наступні шість сезонів своєї ігрової кар'єри. Більшість часу, проведеного у складі «Сігми», був основним гравцем атакувальної ланки команди.
Протягом 1997—1998 років захищав кольори клубу «Гройтер».
У 1999 році уклав контракт з клубом «СК Вайзмайн», у складі якого провів наступні жодного років своєї кар'єри гравця. 
У 2000 році перейшов до клубу «Ройтлінген», за який відіграв 2 сезони. У складі «Ройтлінгена» був одним з головних бомбардирів команди, маючи середню результативність на рівні 0,5 гола за гру першості. Завершив професійну кар'єру футболіста виступами за команду «Ройтлінген» у 2002 році.

## Виступи за збірну
1996 року дебютував в офіційних матчах у складі національної збірної Чехії.
У складі збірної був учасником чемпіонату Європи 1996 року в Англії, де разом з командою здобув «срібло».
Загалом протягом кар'єри в національній команді, яка тривала 1 рік, провів у її формі 2 матчі.